# Ту-12
Ту-12 — советский реактивный фронтовой бомбардировщик, разработанный в ОКБ Туполева в конце 1940-х годов.

## История создания

### Разработка
Еще во время Второй мировой войны в ряде стран начался переход боевой авиации на реактивную тягу. ОКБ Туполева начало разработку бомбардировщиков с реактивными двигателями в 1946 году. Оно получило указание создать летающую лабораторию на базе Ту-2 для доработки двигателей РД-10 и РД-20.
Был разработан проект «73» (Ту-20). Но заказчик изменил назначение самолёта (переквалифицировав его как средний бомбардировщик) и пересмотрел тактико-технические данные. Проект пришлось переработать.
Новый вариант, получивший обозначение проект «77» имел два двигателя «Нин-1» на крыле и один «Дервент-5» в хвосте. Самолёт имел нормальную полётную массу 12 700 кг, максимальную скорость 780 км/ч, потолок 12 тысяч метров, бомбовую нагрузку 3000 кг и посадочную скорость 150 км/ч. В качестве оборонительного предполагалось установить две пушки ШВАК для защиты передней полусферы и по одному пулемёту УБТ для защиты верхнего и нижнего секторов задней полусферы. Макет будущего самолёта был предъявлен заказчику 24 мая 1947 года. На заводе № 156 началась переделка Ту-2С в будущий Ту-12.
Реактивные двигатели и основные стойки шасси располагались в подкрыльевых гондолах. Проект сохранял преемственность конструкции с бомбардировщиком Ту-2: сохранилась форма крыла в плане, отсек фюзеляжа с пилотской кабиной, расположение штурмана в носовой части фюзеляжа, многие элементы грузового отсека, стрелковые установки, вертикальное оперение.
Было установлено новое шасси с носовым колесом и дополнительные топливные баки.
В задней кабине, компоновка которой была заимствована у Ту-2, располагались стрелок-радист, обслуживавший верхнюю пулемётную установку, и стрелок нижней пулемётной установки.
Пулемёты УБТ предполагалось в дальнейшем заменить на пушки калибра 23 мм.
В самолёте использовался оптический прицел ОПБ-4С «Норден», который был связан с автопилотом. Это позволяло повысить точность бомбометания. Бронирование защищало от поражения бронебойными снарядами калибром до 20 мм. В конструкцию Ту-12 были включены 8-мм дюралевые плиты для защиты от зенитных снарядов. В бомбардировщике устанавливалось более совершенное по сравнению с прототипом пилотажно-навигационное и радиооборудование: дистанционный компас ПДК-44, автоматический радиокомпас АРК-4 бортовой навигационный визир АБ 52, радиовысотомер малых высот РВ-2, маркерный приемник, радиостанции РСБ-Збис и РСИ-6, аппаратура «свой-чужой» СЧ-3, станцию защиты хвоста «ТОН-2», электрический автопилот АП-5 и многое другое.
Носовая стойка шасси оснащалась гидравлическим демпфером «шимми». Шасси выпускалось и убиралось автономной гидросистемой. На случай аварии был предусмотрен аварийный выпуск шасси с помощью пневмосистемы.
В обеих кабинах снизу имелись люки для аварийного покидания самолёта. Люки открывались вперёд по направлению полёта, что защищало экипаж от воздушного потока.

### Испытания
27 июля 1947 года на нём был совершён первый полёт длительностью 18 минут. Испытания продолжались до 10 сентября того же года и шли круглосуточно под руководством главного конструктора. Днём проводились полёты, ночью — доработки конструкции. 3 августа самолёт принял участие в параде в Тушино. В результате испытаний заявленные лётные характеристики подтвердились. Самолёт получил положительные оценки лётчиков и техников.
Окончательный вариант бомбардировщика сильно отличался от эскизного проекта. Часть оборудования не была готова к началу испытаний и самолёт испытывался на аналогичном старом оборудовании или вообще без него.
С 4 октября 1947 года по 27 февраля 1948 года проходил следующий этап испытаний. Установка ТРД вместо ДВС привела к увеличению максимальной скорости на 250 км/ч по сравнению с Ту-2, потолок возрос на 2100 м, при этом время на его достижение уменьшилось на 5,8 минуты. Максимальная дальность полёта составила 2200 км. При этом посадочная скорость не изменилась, длина разбега увеличилась вдвое, а пробега — на 385 м. Из-за ухудшения посадочных характеристик было рекомендовано установить реактивные ускорители и тормозной парашют.
Самолёт оказался устойчив в продольном направлении на всех режимах полёта за исключением набора высоты. При максимальной тяге ухудшалась поперечная устойчивость и начиналась тряска оперения из-за попадания килей в зону выхлопных струй. Возросли необходимые усилия на элеронах и рулях поворота. Тем не менее, пилотировать Ту-12 было не сложнее чем Ту-2 и им могли управлять лётчики средней квалификации.
Эффективность использования снижалась из-за отсутствия гермокабин с обогревом и вентиляцией, отсутствия антиобледенительных устройств крыла, хвостового оперения и стекол кабин.
Государственной комиссией также были отмечены недостаточная эргономичность рабочих мест, малый ресурс покрышек и низкая эффективность тормозов.
Каждый бак самолёта приходилось заправлять отдельно.
Выросшие скоростные напоры исключали возможность использования пулемётных установок. Кроме того, калибр пулемётов оказался недостаточным и поэтому сочли целесообразным перейти на установку пушек калибром не менее 20 мм. При этом при стрельбе из передней пушки разрушалось остекление и выходило из строя оборудование в кабине штурмана. Бомбардировочное оборудование исключало подвеску перспективных типов бомб. Различные системы навигационного и связного оборудования создавали взаимные помехи.

### Дальнейшая судьба самолёта
Госкомиссия отметила, что, хотя самолёт отвечает предъявляемым к нему тактико-техническим требованиям, выявленные конструктивные недостатки делают его серийное производство нецелесообразным. По этой причине находящиеся в постройке пять экземпляров самолёта было рекомендовано закончить и передать их для использования в качестве летающих лабораторий.
Построенные самолёты использовались для подготовки лётного состава при переучивании на реактивную технику, испытания прямоточных реактивных двигателей, испытания беспилотных экспериментальных объектов.

## Тактико-технические характеристики

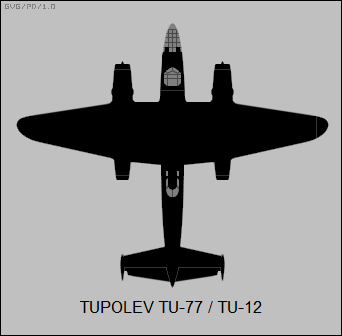
Проекция Ту-12

Источник данных: 

Технические характеристики
- Экипаж: 4 чел.
- Длина: 16,45 м
- Размах крыла: 18,86 м
- Высота:
- Площадь крыла: 48,8 м²
- Максимальная взлётная масса: 15 720 кг

Лётные характеристики
- Максимальная скорость: 783 км/ч
- Практический потолок: 11 300 м
- Скороподъёмность: 625 м/мин

Вооружение
- Стрелково-пушечное: одна пушка НР-23 и два пулемёта УБТ; бомбовая нагрузка: нормальная — 1000 кг, максимальная — 3000 кг.